# 부리도마뱀붙이속
부리도마뱀붙이속(Rhynchoedura)은 비크 게코(beaked geckos)라고 불리며, 돌도마뱀붙이과에 속한 호주 고유속이다. 총 6종을 포함한다.
이 속은 알베르트 귄터가 1867년에 서방부리도마뱀붙이를 발견했을 때는 단형속으로 여겨졌었다. 두 번째 종이 그다지 널리 알려지지 않은 채 1985년에 기술되었고, 2011년에 호주 전역의 개체들을 표집하여 은밀종을 찾아낸 연구 결과가 발표되었고 네 종이 등록되었다.
- Rhynchoedura angusta Pepper, Doughty, Hutchinson, & Keough, 2011 (border beaked gecko)
- Rhynchoedura eyrensis Pepper, Doughty, Hutchinson, & Keough, 2011 (Eyre Basin beaked gecko)
- Rhynchoedura mentalis Pepper, Doughty, Hutchinson, & Keough, 2011 (Brigalow beaked gecko)
- Rhynchoedura ormsbyi Wells & Wellington, 1985 (eastern beaked gecko)
- Rhynchoedura ornata Günther, 1867 (western beaked gecko)
- Rhynchoedura sexapora Pepper, Doughty, Hutchinson, & Keough, 2011 (northern beaked gecko)